# Batalla de Qarqar
La batalla de Qarqar (o Karkar) es va lliurar el 854 aC o més probablement el 853 aC quan l'exèrcit d'Assíria, dirigit pel rei Salmanassar III, es va enfrontar a un exèrcit de "dotze reis" aliats prop de la ciutat; dirigia als aliats sirians Ben Hadad II de Damasc anomenat Adad-idr o Hadadezer, i els segons en comandament eren Irhuleni d'Hamath i Acab, rei d'Israel. Aquesta batalla és notable per haver tingut un nombre més gran de combatents que qualsevol batalla prèvia, i per ser el primer moment en què algunes poblacions entren a la història escrita com els àrabs). El monòlit de Kurkh que descriu la batalla cita per primer cop als aribi.
Segons la inscripció del monòlit, aixecat per Salmanassar III, havia començat la seva campanya anual, deixant Nínive el 14è dia d'Aiaru. Va creuar ambdós rius, el Tigris i Eufrates sense incidents, i va rebre la submissió i homenatge d'unes quantes ciutats al llarg del camí, incloent-hi la d'Alep. Una vegada passat Alep, es va trobar la primera resistència de tropes d'Iruleni, rei d'Hamath, al que va derrotar; en revenja va saquejar els palaus i les ciutats del regne d'Iruleni. Continuant la seva marxa, després d'haver saquejat Qarqar, es va trobar les forces aliades prop de l'Orontes.

## Els Dotze Reis
Dotze reis sembla una expressió accadiana que significa una aliança de diversos reis, no necessàriament dotze, sinó alguns més o alguns menys. Al monòlit de Kurkh es parla de l'aliança de dotze reis contra Salmanassar III, però només hi ha onze reis llistats.
La inscripció de Salmanassar descriu les forces del seu adversari Hadadezer en detall considerable de la manera següent:
- Rei Ben Hadad II de Damasc, ell mateix al comandament, 1,200 carros, 1,200 cavallers i 20.000 soldats;
- Rei Irhuleni d'Hamath, manant 700 carros, 700 cavallers i 10.000 soldats;
- Rei Acab d'Israel, va enviar dos carros i 10.000 soldats.
- La terra de Gu-a-a (s'havia identificat amb el regne de Que, però sembla que és un error de l'escrivà en comptes de Gu-bal-a-a, o sigui Biblos) que va enviar 500 soldats;
- La terra de KUR Mu-us-ra- (discutit si es tracta de Masuwari, Musri pels assiris, o Egipte) va enviar 1000 soldats;
- La terra d'Irqanata (Tell Arqa a Fenícia), va enviar 10 carros i 10.000 soldats;
- La terra d'Arvad, va enviar 200 soldats;
- La terra d'Usannata, va enviar 200 soldats;
- La terra de Shianu (Sidó), ... (xifres damnades);
- Rei Gindibu d'Aribi, va enviar 1.000 camellers;
- Rei Ba'asa, fill de Ruhubi, de la terra d'Aman (Ammon), ... (xifres damnades).

## Batalla
Salmanassar presumeix que les seves tropes infringiren 14.000 víctimes a l'exèrcit aliat, capturant incomptables carros i cavalls, i descriu el dany que provocava als seus adversaris en forma salvatgement detallada. Tanmateix, les inscripcions reials d'aquest període són notòriament de poca confiança i directament mai no admeten derrotes, i a vegades reclamen victòries guanyades per avantpassats o predecessors. Si Salmanassar hagués obtingut una victòria clara a Qarqar, hauria continuat les conquestes assíries a Síria. Els registres assiris deixen clar que va haver de fer campanya a la regió unes quantes vegades més en la dècada següent, enfrontant a Ben Hadad II sis vegades, i fou recolzat per Iruleni d'Hamath com a mínim dues vegades. Els adversaris de Salmanassar es van mantenir als seus trons després d'aquesta batalla, tot i que Acab d'Israel moriria poc després en una batalla inconnexa; Ben Hadad II o Hadadezer fou rei de Damasc fins a, com a mínim, el 841 aC.